# Камілло Розумовський
Камілло Львович Розумовський фон Вігштайн (1853—1917), син графа Леона та його дружини Марії Рози Альбрехт, баронеси фон Левенстерн (1814—1889), філантроп у Чеській Сілезії; побудував численні церкви, школи та лікарні навколо Опави (нині Чехія) та в Західній Україні; викликав переполох, зневажаючи соціальні конвенції Відня 19-го століття, коли він одружився з жінкою єврейської віри, Марі Вінер фон Велтен (1856—1936), донькою Едуарда, Ріттера Вінера фон Велтена (1822—1886) та його дружини, Генрієтта Гольдшмідт (нар. 1829).